# Vitório Maria de Sousa Coutinho
Vitório Maria Francisco de Sousa Coutinho Teixeira de Andrade Barbosa (Torino, 25 giugno 1790 – Lisbona, 29 luglio 1857) è stato un politico e militare portoghese, secondo conte di Linhares.

## Biografia
Il 26 gennaio 1812 fu nominato conte di Linhares, titolo nobiliare che mantenne per tutta la vita.
Prese parte all'invasione luso-brasiliana, guerra combattuta tra il 1816 e il 1820. Nel 1817 fu scelto quale ambasciatore portoghese a Torino, al tempo capitale del regno di Sardegna.
Nel 1835 fu nominato ministro della Marinha Portuguesa per poi essere nominato a maggio dello stesso anno anche primo ministro, diventando la seconda persona a ricoprire tale carica.
Fece parte anche della Câmara dos Pares nel parlamento di San Benedetto.

### Vita privata
Sposò donna Catarina Juliana de Sousa Holstein (1791-1871).

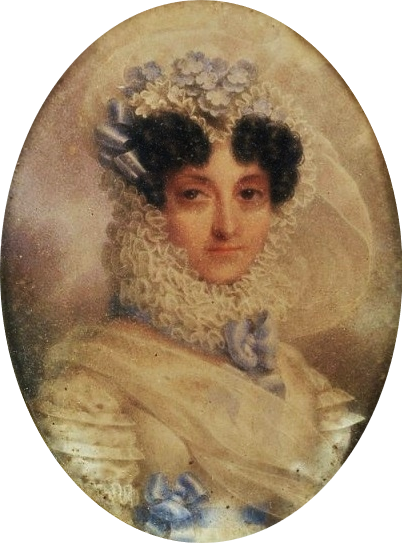
La contessa di Linhares, donna Catarina.